# Canhão sem recuo

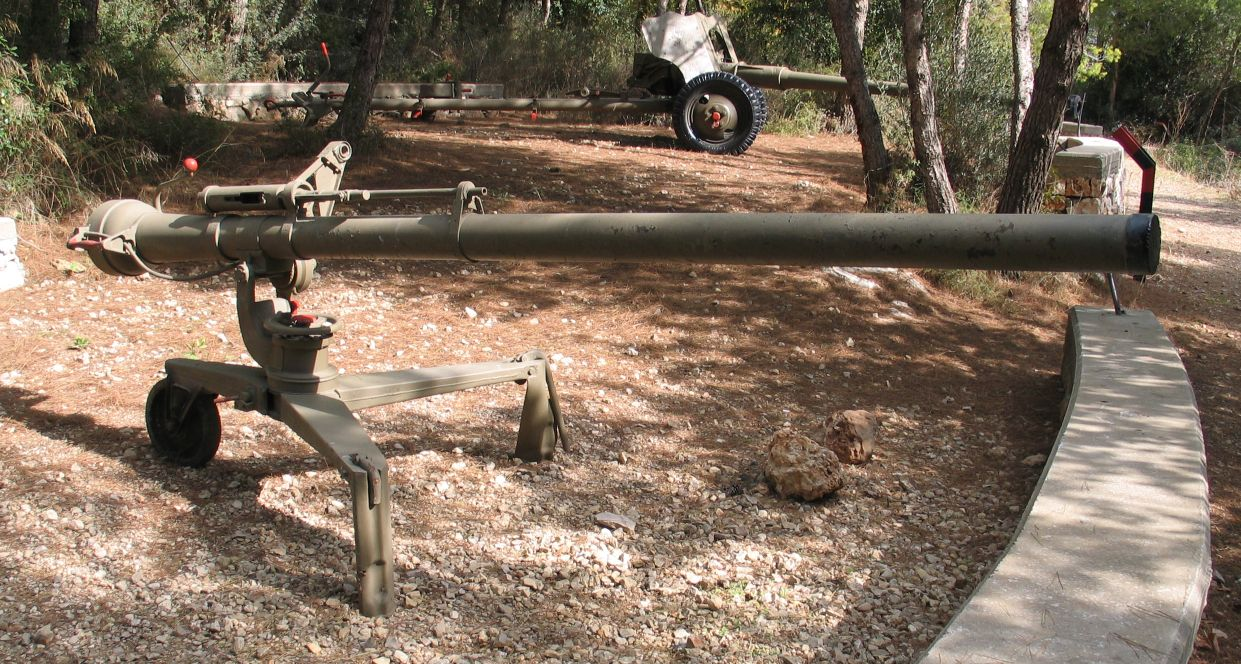
Um rifle sem recuo M40 em seu tripé.

Um canhão sem recuo, rifle sem recuo, lançador sem recuo ou simplesmente arma sem recuo, às vezes abreviado para "RR" ou "RCL" é um tipo de artilharia leve com uma retro-abertura que permite a saída por trás dos gases provocados pelo disparo da sua munição, evitando o recuo da arma que ocorre nos canhões convencionais.
Até aos anos 70, os CSR eram usados como arma anticarro. No entanto, a partir dessa altura foram sendo substituídos por mísseis anticarro. Atualmente são usados sobretudo CSR ligeiros, como arma de apoio directo de infantaria contra veículos ligeiros e contra pessoal.